# Kill la Kill
Kill la Kill (キルラキル, Kiru Ra Kiru) é uma série de anime produzida pelo Studio Trigger. A história é sobre Ryuuko Matoi, uma estudante que deseja vingar a morte de seu pai e vai em busca do assassino. Isto a coloca em conflito violento com Satsuki Kiryuuin, a presidente do conselho estudantil da Academia Honnouji, e contra o império da moda que Kiryuuin herdou de sua mãe.
O anime é o primeiro projeto televisivo original do Studio Trigger, dirigido por Hiroyuki Imaishi e escrito por Kazuki Nakashima, ambos já haviam trabalhado juntos em Tengen Toppa Gurren-Lagann. A série estreou no Japão em 3 de outubro de 2013 e foi exibida até 27 de março de 2014.
A adaptação do mangá foi feita por Ryou Akizuki, e serializada pela editora Kadokawa Shoten na revista Young Ace entre 4 de outubro de 2013. Um episódio de continuação do anime foi lançado como um OVA em 3 de setembro de 2014.

## Enredo
Kill la Kill se passa na Academia Honnouji (本能字学園, Honnōji Gakuen), uma escola fictícia localizada na Baía de Tóquio no Japão. A escola é dominada pelo assustador conselho estudantil, liderado por Satsuki Kiryuin. Os alunos deles usam os Uniformes Goku (極制服, Gokuseifuku) de "dominação" (極製, gokusei) + "uniforme escolar" (制服, seifuku) que dão aos seus usuários, habilidades sobre-humanas, porque eles foram  construídos com um material especial, conhecido como Fibras de Vida (生命戦維, Seimei Sen'i, lit. "Fibras de Batalhas de Vida"). A aluna transferida Ryuko Matoi, que empunha uma espada longa em forma de tesoura que pode cortar os Uniformes Goku, desafia o conselho, para procurar pelo assassino de seu pai, o Dr. Isshin Matoi. No começo, ela é facilmente derrotada, mas encontra um uniforme de marinheiro chamado Senketsu, um Kamui (神衣, "Manto divino") que é completamente feito de Fibras de Vida, que a transforma para que ela possa enfrentar Kiryuin e suas provações e obstáculos. Ela faz amizade com sua colega hiperativa Mako Mankanshoku, e passa a viver com sua família.
Quando Satsuki reorganiza a alocação dos Uniformes Goku através de um jogo de sobrevivência conhecido como Eleição Natural, Ryuko enfrenta os membros da Elite Dos Quatro, que usam os poderosos Uniformes Goku de Três Estrelas, em uma série de duelos. Seu combate final é interrompido por Nui Harime, que possui a outra metade da tesoura a assassina do pai de Ryuko. Na luta que se seguiu, Ryuko se transforma em um monstro incontrolável.
Com a invasão das escolas Tri-City, Satsuki conquista as principais escolas nas outras regiões do Japão, e destrói a base da Nudist Beach (ヌーディスト・ビーチ, Nūdisuto Bīchi), uma organização paramilitar liderada pelo professor Aikuro Mikisugi, da sala de Ryuko. Ela se prepara para um festival que a mãe de Ragyo vai organizar, a directora da academia e CEO da Corporação REVOCS (REVOCSコーポレーション, Ribokkusu Kōporēshon), uma fabricante de roupas que tem dominado o mercado mundial. Mikisugi revela que as fibras de vida, que foram tecidas pela REVOCS, são na verdade alienígenas que consomem seus usuários. Quando eles devoram o público do festival, Satsuki em torno de sua mãe, revela que seu objectivo final sempre foi destruir Ragyo, mas a rebelião foi curta, com Ragyo se fundindo com as fibras de vida para atingir um poder tremendo. Ragyo reconhece Ryuko como sua própria filha e irmã mais nova de Satsuki, que sobreviveu a um experimento da Fibra de Vida e foi criada em segredo pelo marido desaparecido de Ragyo, Soichiro Kiryuin, que mudou seu nome para Isshin Matoi.
Um mês depois, Ragyo e as Fibras de Vida devastam todo o Japão e capturam Satsuki, deixando a Elite Dos Quatro sem Uniformes Goku e forçando a se esconder com Ryuko e os outros na Nudist Beach. Quando eles resgatam Satsuki, Ragyo captura e faz lavagem cerebral em Ryuko combatendo-a. Após Ryuko se libertar, ela e Satsuki desafiam Ragyo, que planeia detonar a Terra para propagar as Fibras de Vida em todo o universo. Depois de derrubar o transmissor e explodir o casulo que abriga a Fibra de Vida original, Ryuko persegue Ragyo no espaço e vence ela, fazendo com que Senketsu e as outras roupas de Fibra de Vida pereçam.
No episódio OVA lançado, Rei ataca a Academia Honnouji e interrompe a cerimônia de formatura, mas Satsuki convence ela a abandonar sua luta. A Academia Honnouji é destruída, e todos os habitantes da cidade vão viver uma vida normal.

## Desenvolvimento
O projecto televisivo de anime, foi dirigido por Hiroyuki Imaishi em seu estúdio de animação, Studio Trigger, e foi mostrado pela primeira vez em março de 2013 na edição da revista Newtype lançada pela Kadokawa Shoten em 7 de fevereiro de 2013. Kill la Kill foi anunciado oficialmente em 8 de maio de 2013, com os roteiros escritos por Kazuki Nakashima e os desenhos feitos por Sushio.
De acordo com o director Imaishi, grande parte do enredo é baseado em sua observação da maneira japonesa de pronunciar "fascismo" como (ファッショ, fassho), que se parece com a palavra "fashion" (ファッション, fasshon), sua observação da pronúncia das palavras em japonês de "uniforme escolar" (制服, seifuku) e "conquista" (征服, seifuku) são idênticas, e que a personagem principal (kiru) pode significar "matar" (キル), "para cortar" (切る), ou "para vestir" (着る).

## Lançamento

### Transmissão
Kill la Kill estreou no Japão, no bloco Animeism do canal MBS entre 3 de outubro de 2013 até 27 de março de 2014. E também foi ao ar nos seguintes canais: TBS, CBC e BS-TBS.
A série foi transmitida nos países lusófonos através de streaming, na Netflix, Crunchyroll e Daisuki.

### Lançamento em DVD e Blu-ray
O anime foi lançado em DVD e Blu-ray no Japão em 8 de janeiro de 2014. Os CDs da banda sonora foram incluídos no primeiro e quinto volumes, o making-of do documentário dos DVDs foram incluídos no terceiro, sétimo e nono volume, e o CDs drama foram incluídos no segundo, quarto, sexto e oitavo volume. Um episódio OVA foi lançado como parte do nono volume em 3 de setembro de 2014.
| Volumes  | Episódios     | Data de lançamento     | Ref.   |
| -------- | ------------- | ---------------------- | ------ |
| Volume 1 | 1–2           | 8 de janeiro de 2014   | [ 10 ] |
| Volume 2 | 3–5           | 5 de fevereiro de 2014 | [ 11 ] |
| Volume 3 | 6–8           | 5 de março de 2014     | [ 12 ] |
| Volume 4 | 9–11          | 2 de abril de 2014     | [ 13 ] |
| Volume 5 | 12–14         | 7 de maio de 2014      | [ 14 ] |
| Volume 6 | 15–17         | 4 de junho de 2014     | [ 15 ] |
| Volume 7 | 18–20         | 2 de julho de 2014     | [ 16 ] |
| Volume 8 | 21–23         | 6 de agosto de 2014    | [ 17 ] |
| Volume 9 | 24 + OVA (25) | 3 de setembro de 2014  | [ 18 ] |

## Mídia

### Banda sonora
A banda sonora do anime foi composta por Hiroyuki Sawano. O tema de abertura dos primeiros quinze episódios foi "Sirius" (シリウス, Shiriusu) cantado por Eir Aoi, enquanto o tema de encerramento foi "Gomen ne, Iiko ja Irarenai" (ごめんね、いいコじゃいられない。, "Desculpe, Estou Cansada de ser uma Boa Criança") cantada por Miku Sawai. Do episódio 16 em diante, o tema de abertura foi "ambiguous" cantado por Garnidelia, uma dupla formada pelo vocalista Maria e pelo compositor Toku, e o tema de encerramento foi "Shin Sekai Kōkyōgaku" (新世界交響楽, "Nova Sinfonia Mundial") cantada por Sayonara Ponytail. A música "Sanbika" de Aoi, foi usada como uma canção de inserção para acompanhar os eventos climáticos nos episódios 3, 7, 11 e 23.
O primeiro álbum da banda sonora foi lançado em 25 de dezembro de 2013. O Aniplex USA também lançou um CD em 17 de janeiro de 2014. Ele possui 18 faixas, incluindo seis músicas vocais realizadas em Inglês e Alemão. As faixas de música de fundo possuem títulos que são variantes da digitação de "Kill la Kill".
O segundo álbum da banda sonora foi lançado no Japão como parte do quinto disco Blu-ray e DVD em 7 de maio de 2014. Ele também possui as versões em "Kara-OK" (空OK, karaokê) das faixas vocais do primeiro álbum, entre outras músicas de fundo.
Lista de faixas
Todas as músicas compostas por Hiroyuki Sawano.
| Kill la Kill Original Sound Track |                                              |                        |                                   |         |  |
| N.º                               | Título                                       | Letras                 | Intérprete(s)                     | Duração |  |
| 1.                                | "Before my body is dry"                      | mpi, David Whitaker    | Mika Kobayashi                    | 4:07    |  |
| 2.                                | "goriLLA-Ja-L"                               |                        |                                   | 4:16    |  |
| 3.                                | "InuKA3L" (犬Kあ3L Inu Ka Saru)              |                        |                                   | 4:34    |  |
| 4.                                | "Blumenkranz"                                | Sawano, Rie            | Cyua                              | 4:19    |  |
| 5.                                | "Ad la Lib" (AdラLib Ado Ra Ribu)            |                        |                                   | 3:24    |  |
| 6.                                | "Kiryu ga KiLL" (鬼龍G@キLL Kiryū ga Kiru)   |                        |                                   | 4:38    |  |
| 7.                                | "KILL 7la Kill" (KILL7la切ル Kiru Nara Kiru) |                        |                                   | 4:46    |  |
| 8.                                | "Suck your blood"                            | mpi, Benjamin Anderson | Benjamin Anderson                 | 3:40    |  |
| 9.                                | "Kik9=KELL" (Kiっ9=KELL Kikku wa Keru)       |                        |                                   | 4:51    |  |
| 10.                               | "k1ll wa iLL" (k1ll◎iLL Kiru Wa Iru)         |                        |                                   | 3:08    |  |
| 11.                               | "Light your heart up"                        | cAnON.                 | Aimee Blackschleger               | 3:56    |  |
| 12.                               | "Hiru ra lilL♪" (昼裸lilL♪ Hiru Ra Riru)     |                        |                                   | 2:02    |  |
| 13.                               | "KiLL La KiLL"                               |                        |                                   | 4:25    |  |
| 14.                               | "Kiryu ha KiLL"                              |                        |                                   | 4:15    |  |
| 15.                               | "I want to know"                             | mpi, Anderson          | Benjamin Anderson                 | 4:07    |  |
| 16.                               | "NeLL na Ki9" (寝LLna聴9 Neru Na Kiku)       |                        |                                   | 7:08    |  |
| 17.                               | "Kill a KiLL" (Kiる厭KiLL Kiru A Kiru)       |                        |                                   | 5:06    |  |
| 18.                               | "Till I Die"                                 | cAnON.                 | CASG (Caramel Apple Sound Gadget) | 4:41    |  |
| Duração total:                    | Duração total:                               | Duração total:         | Duração total:                    | 1:17:22 |  |

| Kill la Kill Original Sound Track Vol. 2 |                                                                                        |         |  |
| N.º                                      | Título                                                                                 | Duração |  |
| 1.                                       | "Gekiban Tokka-gata Hitotsuboshi Gokuseifuku" (劇伴特化型1☆極★服)                      | 3:24    |  |
| 2.                                       | "Rhythm Kyōka-gata Futatsuboshi Gokuseifuku" (リズム強化型2☆極★服)                     | 4:12    |  |
| 3.                                       | "Nichijō Gekijō-gata Mittsuboshi Gokuseifuku" (日常劇場型3☆極★服)                      | 3:35    |  |
| 4.                                       | "Fuku o Kita Buta-gata Yottsuboshi Gokuseifuku" (服着豚型4☆極★服)                      | 4:13    |  |
| 5.                                       | "Naming Sense 0-gata Itsutsuboshi Gokuseifuku" (名付扇子0型5☆極★服)                    | 5:10    |  |
| 6.                                       | "Tsuika Hatchū-gata Muttsuboshi Gokuseifuku" (追加発注型6☆極★服)                       | 4:14    |  |
| 7.                                       | "Haikei Keigu-gata Nanatsuboshi Gokuseifuku" (背景敬具型7☆極★服)                       | 4:21    |  |
| 8.                                       | "MT Hensō-gata Yattsuboshi Gokuseifuku" (MT変装型8☆極★服)                              | 4:51    |  |
| 9.                                       | "Tabun LASTBOSS-gata Kokonotsuboshi Gokuseifuku" (多分裸SBOSS-型9☆極★服)               | 3:30    |  |
| 10.                                      | "Zenhan Saishūroku-gata Tōnohoshi Gokuseifuku" (前半再収録型10☆極★服)                  | 4:45    |  |
| 11.                                      | "Tsuika Saishūroku-gata Tōtohitotsuboshi Gokuseifuku" (追加再収録型11☆極★服)           | 2:54    |  |
| 12.                                      | "Jūyoubutsu Hakkō Kyōchō-gata Tōtofutatsuboshi Gokuseifuku" (重要物発行強調型12☆極★服) | 4:09    |  |
| 13.                                      | "Before my body is dry <Kara-OK>" (Before my body is dry <空OK>)                       | 4:06    |  |
| 14.                                      | "Suck your blood <Kara-OK>" (Suck your blood <空OK>)                                   | 3:41    |  |
| 15.                                      | "Blumenkranz <Kara-OK>" (Blumenkranz <空OK>)                                           | 4:18    |  |
| 16.                                      | "Light your heart up <Kara-OK>" (Light your heart up <空OK>)                           | 3:55    |  |
| 17.                                      | "I want to know <Kara-OK>" (I want to know <空OK>)                                     | 4:06    |  |
| 18.                                      | "Till I Die <Kara-OK>" (Till I Die <空OK>)                                             | 4:41    |  |
| Duração total:                           | Duração total:                                                                         | 1:14:05 |  |

### Mangá

Capa do mangá.

A adaptação do mangá foi ilustrada por Ryō Akizuki e serializada na revista Young Ace publicada pela Kadokawa Shoten em 4 de outubro de 2013. O primeiro volume tankōbon foi lançado em 2 de dezembro de 2013. O segundo volume foi lançado em 7 de março de 2014. E o terceiro volume foi lançado em 2 de março de 2015. Udon Entertainment licenciou o mangá nos países anglófonos. No Brasil o mangá foi licenciado pela Editora JBC.
| N.º | japão                 | japão          | brasil               | brasil            |
| N.º | Data de lançamento    | ISBN           | Data de lançamento   | ISBN              |
| --- | --------------------- | -------------- | -------------------- | ----------------- |
| 1   | 2 de dezembro de 2013 | 978-4041209080 | 16 de julho de 2015  | —                 |
| 2   | 7 de março de 2014    | 978-4041210482 | 13 de agosto de 2015 | 978-85-69212-01-0 |
| 3   | 2 de março de 2015    | 978-4041021071 | Setembro de 2015     | —                 |

## Recepção
Kill la Kill foi bem recebido pela crítica. Eliot Gay de Japanator disse que a série era "unicamente divertida e ao mesmo tempo emocionante" e "relembra como pode ser divertido e criativo um anime que pode estar no seu melhor", apesar das restrições orçamentárias facilmente perceptíveis. Kenn Leandre de IGN, descreveu a série como "uma garota mágica de anime rápida", e observou que é por cima do absurdo que era parte de seu charme. Joseph Luster de Otaku USA descreveu o conceito da série como "uma ambientação simples em sua maioria, tal como no estilo shonen da vingança mais forte! MAIS FORTE! com a progressão da batalha", mas elogiou a sua execução.  Richard Eisenbeis de Kotaku apreciou a série e disse "uma mistura perfeita de comédia e acção", é a estimulação, a consistência interna e sobre a parte superior da adaptação directa de acção padrão do tropo do anime.
As cenas de luta e movimentos dos personagens, tal como "selecção de música" do anime, foram particularmente elogiadas por Robert Frazer de UK Anime Network, O site elegeu o anime em 2013 no UK Anime Network Awards, como vencedor na categoria "Melhor anime transmitido em streaming". Carl Kimlinger de  Anime News Network também apreciou a animação inventiva e engraçada e as séries de acção retro shonen puxado para (...) estúpido, extremo hiperactivo". Michael Logarta de GMA News Online da mesma forma observou a "estimulação soberba", ao ponto de contar histórias e personagens bem realizados na série de "turbilhão de efeitos visuais deslumbrantes, com a história, e loucura desenfreada".